# Medaillenspiegel der Olympischen Sommerspiele 1928
Diese Tabelle zeigt den Medaillenspiegel der Olympischen Sommerspiele 1928 in Amsterdam. Die Platzierungen sind nach der Anzahl der gewonnenen Goldmedaillen sortiert, gefolgt von der Anzahl der Silber- und Bronzemedaillen. Weisen zwei oder mehr Länder eine identische Medaillenbilanz auf, werden sie alphabetisch geordnet auf dem gleichen Rang geführt. Dies entspricht dem System, das vom Internationalen Olympischen Komitee (IOC) verwendet wird.
34 der 46 teilnehmenden Nationen gewannen in einem der 109 ausgetragenen Wettbewerbe mindestens eine Medaille. Von diesen gewannen 28 mindestens eine Goldmedaille.

## Medaillenspiegel
| Platz | Mannschaft               | Gold | Silber | Bronze | Gesamt |
| ----- | ------------------------ | ---- | ------ | ------ | ------ |
| 01    | Vereinigte Staaten (USA) | 22   | 18     | 16     | 56     |
| 02    | Deutsches Reich (GER)    | 10   | 7      | 14     | 31     |
| 03    | Finnland (FIN)           | 8    | 8      | 9      | 25     |
| 04    | Schweden (SWE)           | 7    | 6      | 12     | 25     |
| 05    | Italien (ITA)            | 7    | 5      | 7      | 19     |
| 06    | Schweiz (SUI)            | 7    | 4      | 4      | 15     |
| 07    | Frankreich (FRA)         | 6    | 10     | 5      | 21     |
| 08    | Niederlande (NED)        | 6    | 9      | 4      | 19     |
| 09    | Ungarn (HUN)             | 4    | 5      | —      | 9      |
| 10    | Kanada (CAN)             | 4    | 4      | 7      | 15     |
| 11    | Großbritannien (GBR)     | 3    | 10     | 7      | 20     |
| 12    | Argentinien (ARG)        | 3    | 3      | 1      | 7      |
| 13    | Dänemark (DEN)           | 3    | 1      | 2      | 6      |
| 14    | Tschechoslowakei (TCH)   | 2    | 5      | 2      | 9      |
| 15    | Japan (JPN)              | 2    | 2      | 1      | 5      |
| 16    | Estland (EST)            | 2    | 1      | 2      | 5      |
| 17    | Ägypten (EGY)            | 2    | 1      | 1      | 4      |
| 18    | Österreich (AUT)         | 2    | —      | 1      | 3      |
| 19    | Australien (AUS)         | 1    | 2      | 1      | 4      |
| 0     | Norwegen (NOR)           | 1    | 2      | 1      | 4      |
| 21    | Jugoslawien (YUG)        | 1    | 1      | 3      | 5      |
| 0     | Polen (POL)              | 1    | 1      | 3      | 5      |
| 23    | Südafrika (RSA)          | 1    | —      | 2      | 3      |
| 24    | Britisch-Indien (IND)    | 1    | —      | —      | 1      |
| 0     | Irland (IRL)             | 1    | —      | —      | 1      |
| 0     | Neuseeland (NZL)         | 1    | —      | —      | 1      |
| 0     | Spanien (ESP)            | 1    | —      | —      | 1      |
| 0     | Uruguay (URU)            | 1    | —      | —      | 1      |
| 29    | Belgien (BEL)            | —    | 1      | 2      | 3      |
| 30    | Chile (CHI)              | —    | 1      | 2      | 3      |
| 31    | Haiti (HAI)              | —    | 1      | —      | 1      |
| 32    | Philippinen (PHI)        | —    | —      | 1      | 1      |
| 0     | Portugal (POR)           | —    | —      | 1      | 1      |
|       | Gesamt                   | 110  | 108    | 109    | 327    |

## Medaillenspiegel der Kunstwettbewerbe
| Platz | Mannschaft               | Gold | Silber | Bronze | Gesamt |
| ----- | ------------------------ | ---- | ------ | ------ | ------ |
| 01    | Niederlande (NED)        | 2    | 1      | 1      | 4      |
| 02    | Deutsches Reich (GER)    | 1    | 2      | 5      | 8      |
| 03    | Frankreich (FRA)         | 1    | 2      | 1      | 4      |
| 04    | Großbritannien (GBR)     | 1    | 1      | —      | 2      |
| 05    | Polen (POL)              | 1    | —      | 1      | 2      |
| 06    | Luxemburg (LUX)          | 1    | —      | —      | 1      |
| 0     | Österreich (AUT)         | 1    | —      | —      | 1      |
| 0     | Ungarn (HUN)             | 1    | —      | —      | 1      |
| 09    | Schweiz (SUI)            | —    | 2      | —      | 2      |
| 10    | Dänemark (DEN)           | —    | 1      | 2      | 3      |
| 11    | Königreich Italien (ITA) | —    | 1      | —      | 1      |
|       | Gesamt                   | 9    | 10     | 10     | 29     |

## Anmerkung zu den vergebenen Medaillen
Aufgrund von Ergebnisgleichheit musste in einer Disziplin von der Vergabe je einer Gold-, Silber- und Bronzemedaille abgewichen werden: 
- Gewichtheben Männer Leichtgewicht: zwei Goldmedaillen und keine Silbermedaille